# Wellstahlbauwerk

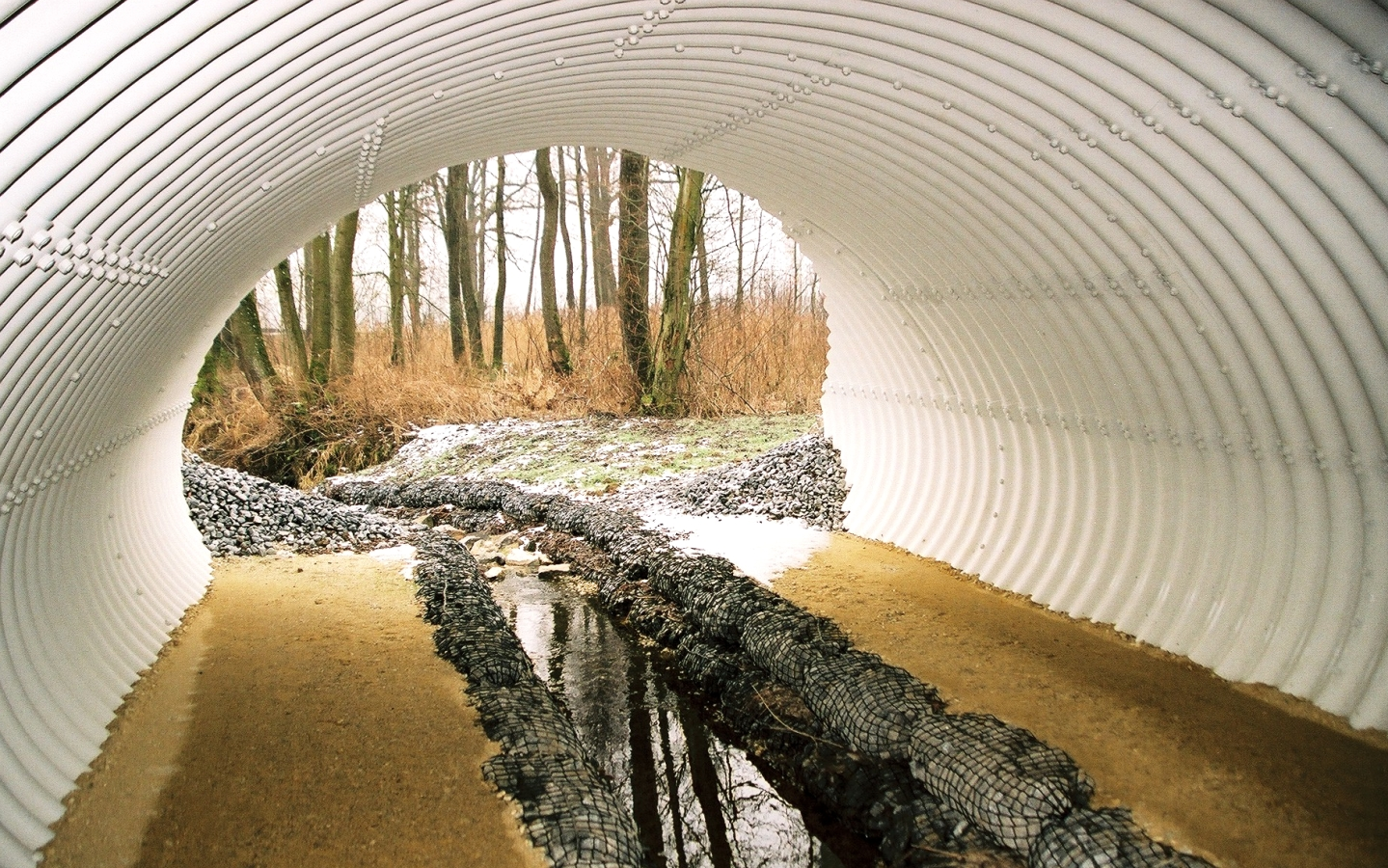
Bachdurchlass mit Wellstahlbauwerk

Wellstahlbauwerke (auch Wellstahlrohre, Stahlrohrdurchlässe, Spiralrohre) sind Bauwerke mit bis zu über 30 m Spannweite, deren Tragfähigkeit auf einer Verbundwirkung zwischen gewelltem Stahl und umgebenden Bettungsmaterial beruht. Anwendungsgebiete sind vor allem Unterführungen für fließende Gewässer, Fußgänger und Straßenverkehr unter Straßen- und Eisenbahndämmen.

## Regelungen in Deutschland
Wellstahlbauwerke werden in Deutschland in der ZTV-ING Teil 8 "Weitere Bauwerke" Abschnitt 5 "Wellstahlbauwerke" geregelt. Sie werden dort folgendermaßen definiert: Wellstahlbauwerke "sind biegeweiche, stählerne, im Boden eingebettete Bauwerke. Sie werden nur aus gewellten und beim Hersteller korrosionsgeschützten Stahlblechelementen auf der Baustelle zu verschiedenen Querschnitten in Längs- und Umfangsrichtung verschraubt und danach in verdichtungsfähigem Boden in Lagen beidseitig gleichmäßig verfüllt. Kennzeichnend für das Tragverhalten der Bauwerke ist, dass sie sich unter Belastung verformen, bis sich am Bauwerksumfang aus den Belastungen durch Boden und Verkehr und den durch die Verformung entstehenden Rückstellkräften angenähert eine in der Bauwerkswandung verlaufende Stützlinie ausgebildet hat."

## Geschichte

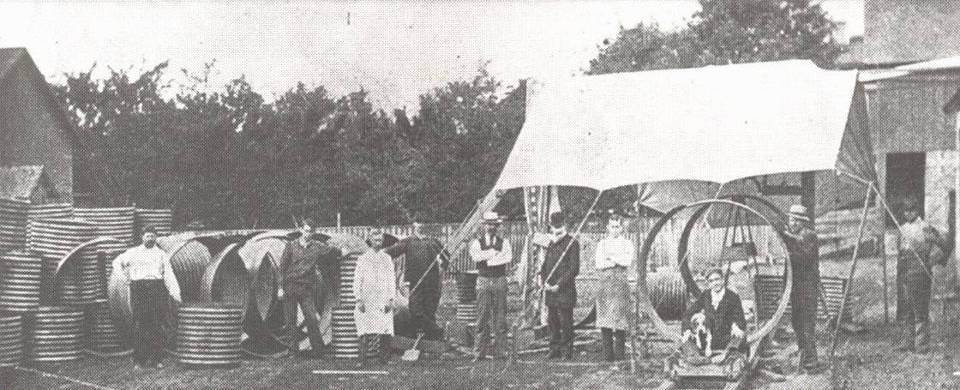
Produktion von Spiralrohren in Crawfordsville, 1896

Eine der ersten bestätigten Produktionen von Spiralrohren erfolgte 1896 im US-amerikanischen Crawfordsville. Die damals hergestellten Wellstahlrohre sind im Prinzip mit den heutigen Spiralrohren vergleichbar. 
Mitte der 1950er Jahre brachte die Firma ARMCO (American Rolling Mill Company) diese Produktfamilie nach Europa. 1899 in Middletown, USA, gegründet, entwickelte ARMCO das Prinzip, gebogene Wellstahlplatten zu Profilen miteinander zu verschrauben. Noch heute sind Mehrplattensysteme unter dem Namen ARMCO-Culverts im technischen Sprachgebrauch geläufig. ARMCO selbst stellte den Produktzweig Anfang der 1990er Jahre aufgrund von Restrukturierungsmaßnahmen in Europa ein. 
Einer der ersten europäischen Produzenten war in Deutschland die Firma Thyssen, die gemeinsam mit ARMCO Inc. 1956 in Dinslaken einen Produktionsstandort gründete und diese Technologie in Deutschland eingeführt hat. Dieser Produktionsstandort besteht bis heute (Jetzt: Hamco Dinslaken Bausysteme GmbH). In Österreich startete die voestalpine, damals noch die VÖEST Linz, 1961 die Produktion von Mehrplattensystemen in Linz. 
Innerhalb der letzten fünfzehn Jahre wurden die technischen Möglichkeiten der Wellstahlbauwerke durch intensive Forschung und Entwicklung stetig erweitert, wodurch dieses Produkt heutzutage im internationalen Infrastrukturbau häufig seine Anwendung findet.

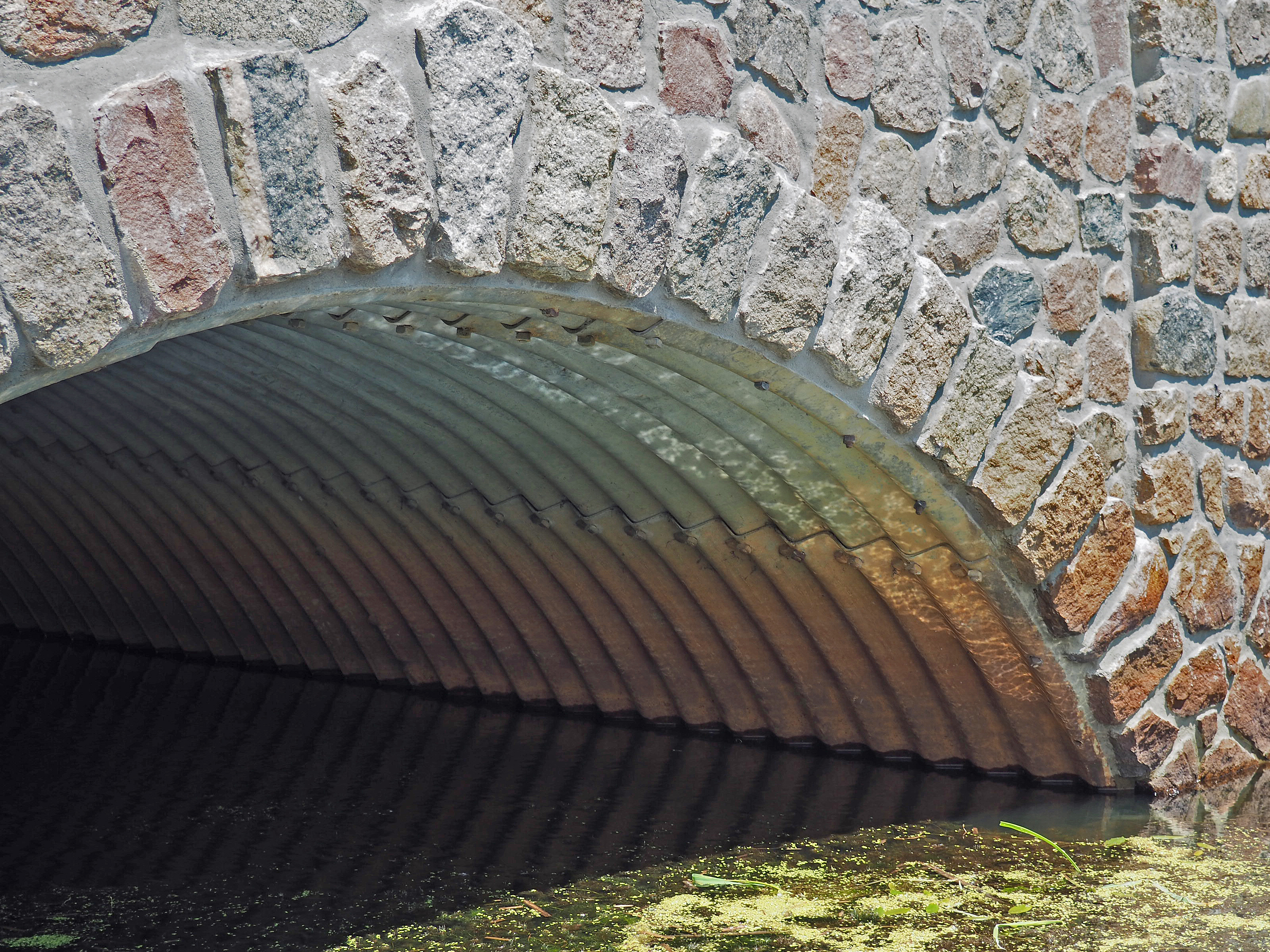
Historische Brücke in Minnesota
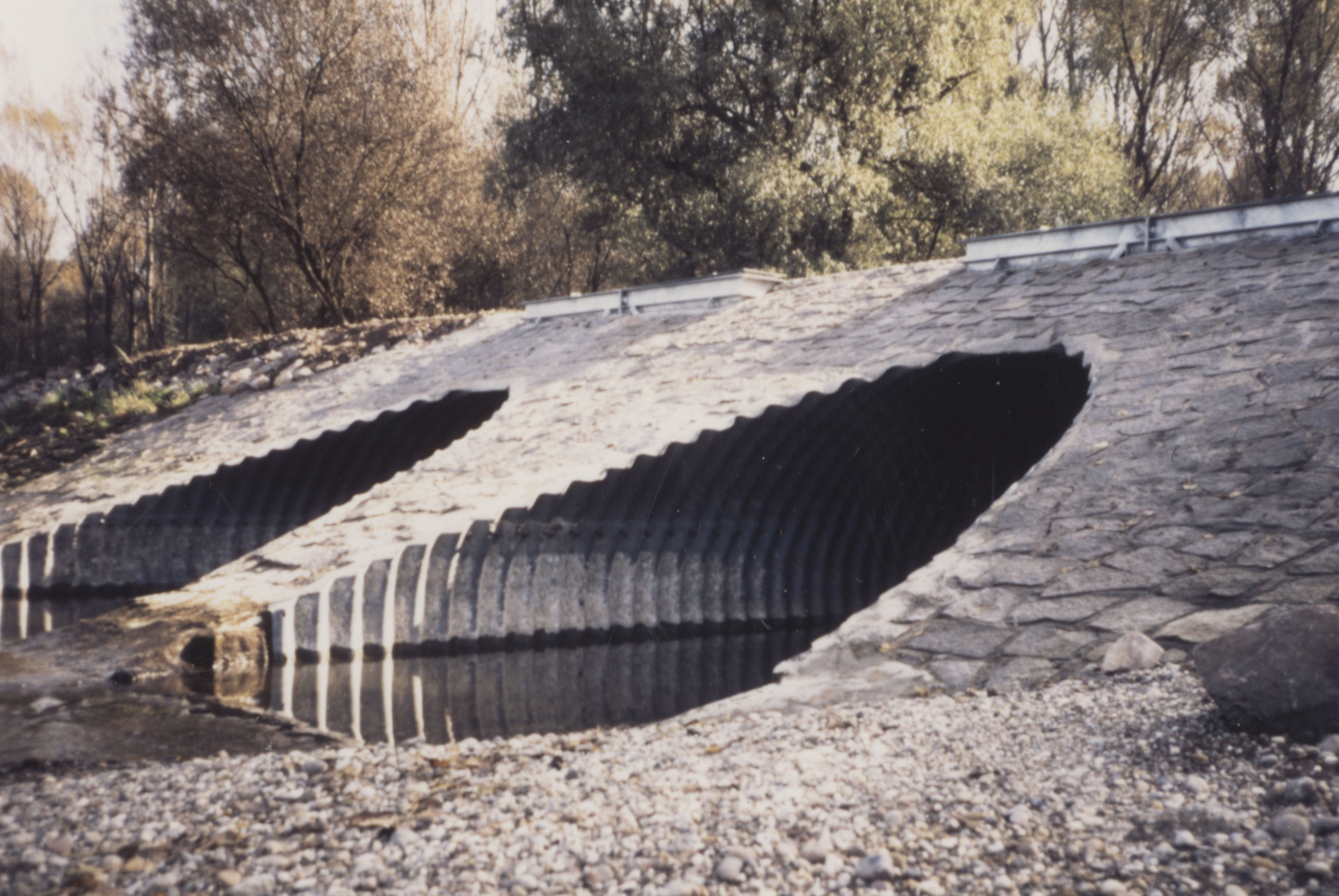
Durchlass Au am Rhein 1989
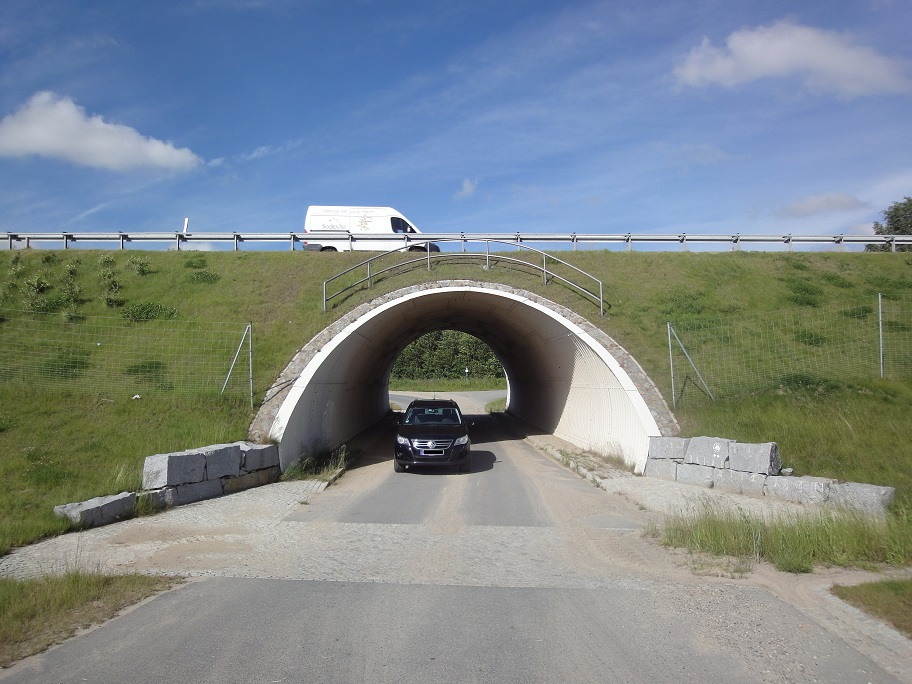
Unterführung
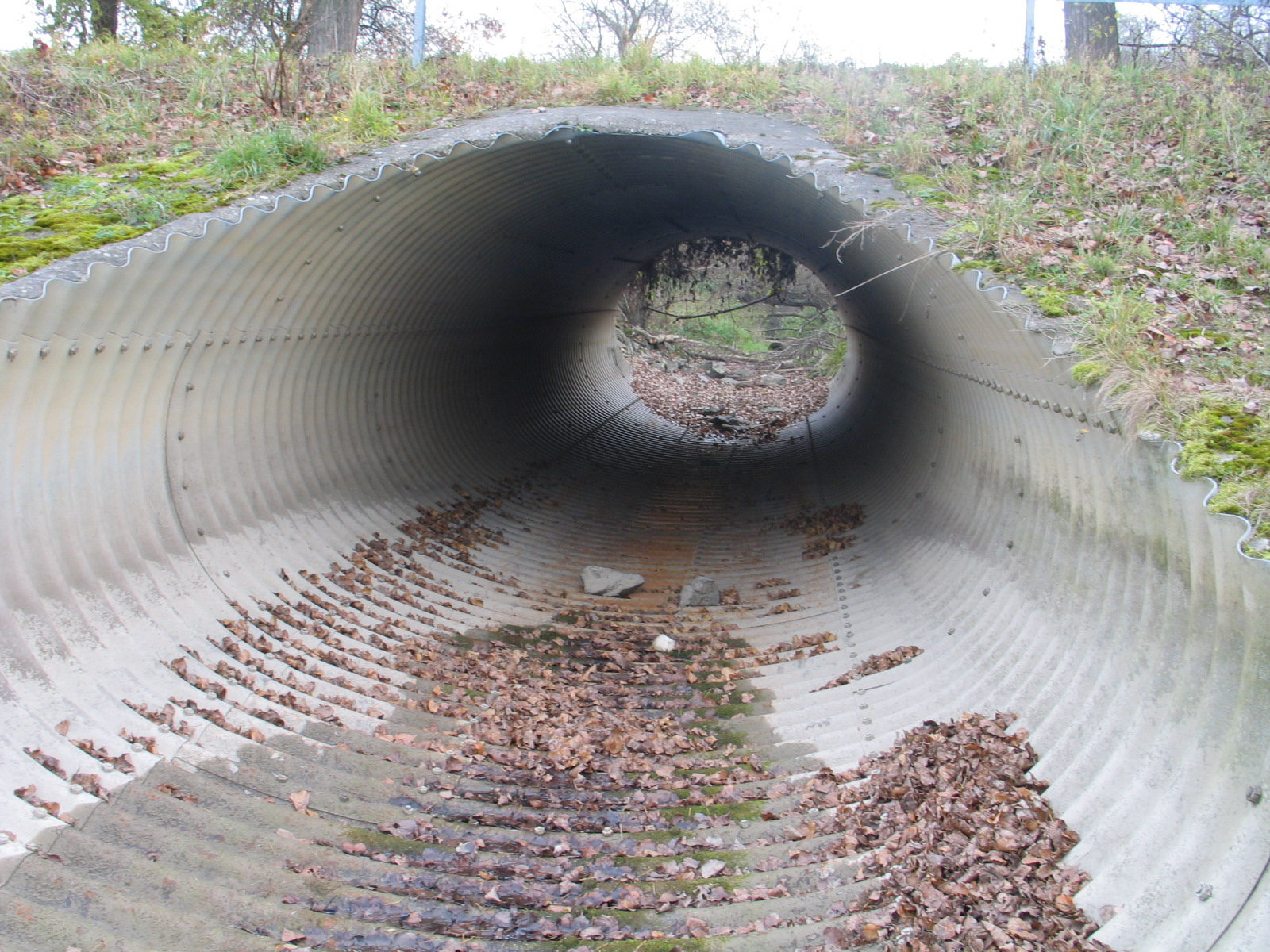
Rohrdurchlass bei Hockenheim